# Orthosia pearcei
Orthosia pearcei är en oleanderväxtart som först beskrevs av Henry Hurd Rusby, och fick sitt nu gällande namn av Liede och Meve. Orthosia pearcei ingår i släktet Orthosia och familjen oleanderväxter. Inga underarter finns listade i Catalogue of Life.